# Chico Buarque en Español
Chico Buarque en Español — студийный альбом бразильского автора-исполнителя Шику Буарки, выпущенный в 1982 году на лейбле Philips Records. В альбом вошли испанские версии оригинальных песен Буарки, подготовленные уругвайским певцом Дэниэлем Вильетти.

## Отзывы и признание
| Оценки критиков | Оценки критиков |
| Источник        | Оценка          |
| --------------- | --------------- |
| AllMusic        | [ 3 ]           |

Алвару Недер из AllMusic поставил альбому четыре с половиной звезды и написал: «Шику Буарки записал многие из своих лучших хитов для этого альбома, посвященного испаноязычной аудитории. Вместе с Милтоном Насименту он исполняет версию „O Que Será — à Flor da Terra“. Другие кавер-версии хитов — „Mar e Lua“, „Geni e o Zepelim“, „Apesar de Você“, „Meu Caro amigo“, „Construção“, „Eu te Amo“ (с Телмой Костой), „Cotidiano“, „Acalanto“ и „Mambembe“. Все они являются версиями Даниэля Вильетти. Типичное произведение высокого стандарта Шику Буарки с точки зрения бразильской музыкальности».

## Список композиций
1. «Que Será» — 2:46 — при участии Милтона Насименту
2. «Mar Y Luna» — 1:55
3. «Geni Y El Zepelín» — 5:10
4. «A Pesar De Usted» — 3:58
5. «Querido Amigo» — 5:08
6. «Construcción» — 6:22
7. «Te Amo» — 5:01 — при участии Телмы Косты
8. «Cotidiano» — 2:51
9. «Acalanto» — 1:39
10. «Mambembe» — 2:24

Оригинальные португальские версии песен были первоначально представлены в:
- «Que Será» («O Que Será? (À Flor da Terra)»), «Querido Amigo» («Meu Caro Amigo») — Meus Caros Amigos (1976)
- «Mar Y Luna» («Mar E Lua»), «Te Amo» («Eu Te Amo») — Vida (1980)
- «Geni Y El Zepelín» («Gení E O Zepelim») — Ópera Do Malandro (1979)
- «A Pesar De Usted» («Apesar De Você») — Chico Buarque (1978)
- «Construcción» («Construção»), «Cotidiano», «Acalanto» в Construção (1971)
- «Mambembe» — Quando O Carnaval Chegar (Trilha Original Do Filme) (1972)